# Metrolinje 1 i Paris
Metrolinje 1 i Paris er en undergrundsbane på metronettet i Paris, Frankrig.